# Mi Polin
Mi Polin (hebr. z Polski, zapis oryg. MI POLIN) – pierwsza polska firma tworząca współczesne judaika z siedzibą w Warszawie, założona w 2014 roku przez Helenę Czernek i Aleksandra Prugara. Mi Polin tworzy między innymi mezuzy, menory i dekoracyjne elementy odwołujące się kształtem i symboliką do tradycji żydowskiej. Cała produkcja odbywa się w Polsce. Właściwa forma nazwy studia zapisywana jest kapitalikami: MI POLIN.

Mi Polin to hebrajskie wyrażenie przyimkowe, w tłumaczeniu na język polski oznacza „z Polski”. Nazwa podkreśla polsko-żydowską tożsamość studia. Mi Polin to pierwsza polska firma poświęcona w całości judaikom. Działalność Mi Polin nawiązuje do bogatej, przedwojennej tradycji produkcji żydowskiej sztuki religijnej i rytualnej. Przed II wojną światową większość judaików było produkowanych właśnie w Polsce.
Zasadą projektową Mi Polin jest przestrzeganie tradycyjnej, biblijnej zasady hiddur micwa, wskazującej, że przedmioty religijne oraz rytualne powinny być piękne.
W 2019 właściciele MI POLIN powołali Mi Polin / Z Polski Fundacja. Fundacja powstała, by organizować i promować inicjatywy w zakresie upamiętniania historii, kultury i sztuki polskiej oraz żydowskiej, a także inicjować akcje społeczne. Celem Fundacji jest również działalność artystyczna i edukacyjna w obszarze problematyki Powstania Warszawskiego (współpraca z Muzeum Historii Polski) oraz Powstania w Getcie Warszawskim.
W grudniu 2019 założyciele MI POLIN zorganizowali pierwszy w Polsce festiwal poświęcony tematyce mezuz: Edukacyjny Festiwal Mezuza. W ramach festiwalu odbył się spacer, który umożliwił mieszkańcom Warszawy odkrycie na nowo śladów po mezuzach, wykład Rabina Stasa Wojciechowicza oraz Jerzego Majewskiego. Głównym wydarzeniem Festiwalu była inauguracja wystawy opowiadająca o 100 śladach po mezuzach. Wydarzenie zostało sfinansowane przez Miasto Stołeczne Warszawa oraz Ministerstwo Kultury i Dziedzictwa Narodowego.

## Ślady po mezuzach
Jednym z kluczowych zadań Mi Polin jest poszukiwanie, katalogowanie oraz artystyczne przetwarzanie śladów po mezuzach. Przed wojną w Polsce mieszkało 3,5 miliona Żydów. W prawie każdym żydowskim domu znajdowało się nawet kilka mezuz. Razem ze zniknięciem Żydów zniknęły też mezuzy. Pozostały po nich puste ślady. Dziś również śladów po mezuzach zostało niewiele. Te miejsca to charakterystyczne nacięcia na framugach drzwi, regularny kształt farby czy powyginane gwoździe, które kiedyś mocowały mezuzę. To materialne dziedzictwo historyczne nie jest chronione prawnie. Z tego powodu ślady znikają podczas remontów oraz rekonstrukcji budynków. Dzięki pionierskim badaniom śladów po mezuzach udało się stworzyć pierwszą klasyfikację śladów po mezuzach. Poniższe zestawienie odzwierciedla charakterystyczne typy śladów po mezuzach.
1. Ślad po mezuzie w formie dwóch gwoździ umieszczonych pod kątem odpowiednim dla kąta mocowania mezuzy. Gwoździe mocowały pojemnik, lub sam zwój do futryny (ślad odnaleziony w Suwałkach).
2. Ślad mezuzy odwzorowany w farbie. Mezuzy w niektórych przypadkach malowano farbą razem z futryną. Po usunięciu mezuzy w farbie pozostał jej kształt (ślad odnaleziony m.in. w Łowiczu).
3. Ślad w formie metalowego mocowania pojemnika z mezuzą (ślad odnaleziony w Krakowie).
4. Przedwojenny pojemnik – mezuza zachowana w swoim oryginalnym miejscu (ślad odnaleziony w Brodach na Ukrainie).
5. Wgłębienie w futrynie. Wgłębienie tworzono, by umieścić w nim zwój. To najczęściej spotykana forma śladu (ślad odnaleziony m.in. w Działoszycach)
6. Wgłębienie na zwój wypełnione gipsem. Jedna z dwóch form śladu będących efektem chęci naprawy ubytku w futrynie (ślad odnaleziony m.in. w Częstochowie)
7. Wgłębienie mieszczące zwój wypełnione deseczką. Jw.: wgłębienie potraktowano jako ubytek i podjęto próbę naprawy (ślad odnaleziony m.in. w Krakowie).
8. Podwójny ślad po mezuzie (ślad odnaleziony m.in. w Białymstoku).

Poszukiwania śladów po mezuzach rozpoczęły się przed formalnym założeniem Mi Polin. Pierwsze ślady zostały znalezione w Warszawie i Krakowie. Obecnie baza zawiera 130 skatalogowanych obiektów. Ta największa w Polsce baza obejmuje zdjęcia, adresy oraz opracowania historyczne dotyczące budynków, z których pochodzą ślady. Opracowania powstają we współpracy z działem genealogicznym Żydowskiego Instytutu Historycznego.
Mi Polin zbiera odciski śladów po mezuzach i odlewa je w brązie, tworząc w ten sposób nowe, użytkowe mezuzy. Każdy z odlewów ma grawer z adresem z którego pochodzi ślad po mezuzie. Dodatkowo na mezuzie jest grawerowana litera Szin, symbolizująca jedno z imion boga. Mezuzy są odlewane w brązie metodą na wosk tracony, ręcznie polerowane i wykańczane
Mezuzy z brązu były pokazywane na szeregu wystawach designu w Polsce i za granicą m.in. w Żydowskim Instytucie Historycznym, JCC Osher Marin w Kalifornii, JCC Foster City w Kalifornii, w Muzeum Narodowym w Krakowie i Miles Nadal JCC w Toronto.
Jedna z nich trafiła na wystawę Z drugiej strony rzeczy. Polski dizajn po roku 1989 otwartą w 2018 roku w Muzeum Narodowym w Krakowie. Ekspozycja miała charakter przekrojowy i pokazywała najważniejsze osiągnięcia w dziedzinie najnowszego polskiego designu. Na wystawie została zaprezentowana mezuza z brązu z ulicy Brzeskiej 18 w Warszawie.

Poszukiwania są prowadzone głównie na terenach dawnej Rzeczypospolitej. Dotychczas Mi Polin zorganizowało cztery duże, międzynarodowe wyprawy poświęcone śladom po mezuzach.

### Najważniejsze międzynarodowe poszukiwania
- Ukraina: Lwów, Kołomyja, Buczacz, Ivano-Frankivsk, Stryj; 2016 r.
- Ukraina: Trachimbrod, Brody, Bełz; 2017 r.
- Białoruś: Dawidgródek, Pińsk, Baranowicze, Brześć; 2018 r.
- Ukraina, Węgry, Rumunia: 2019 r.

## Działalność edukacyjna

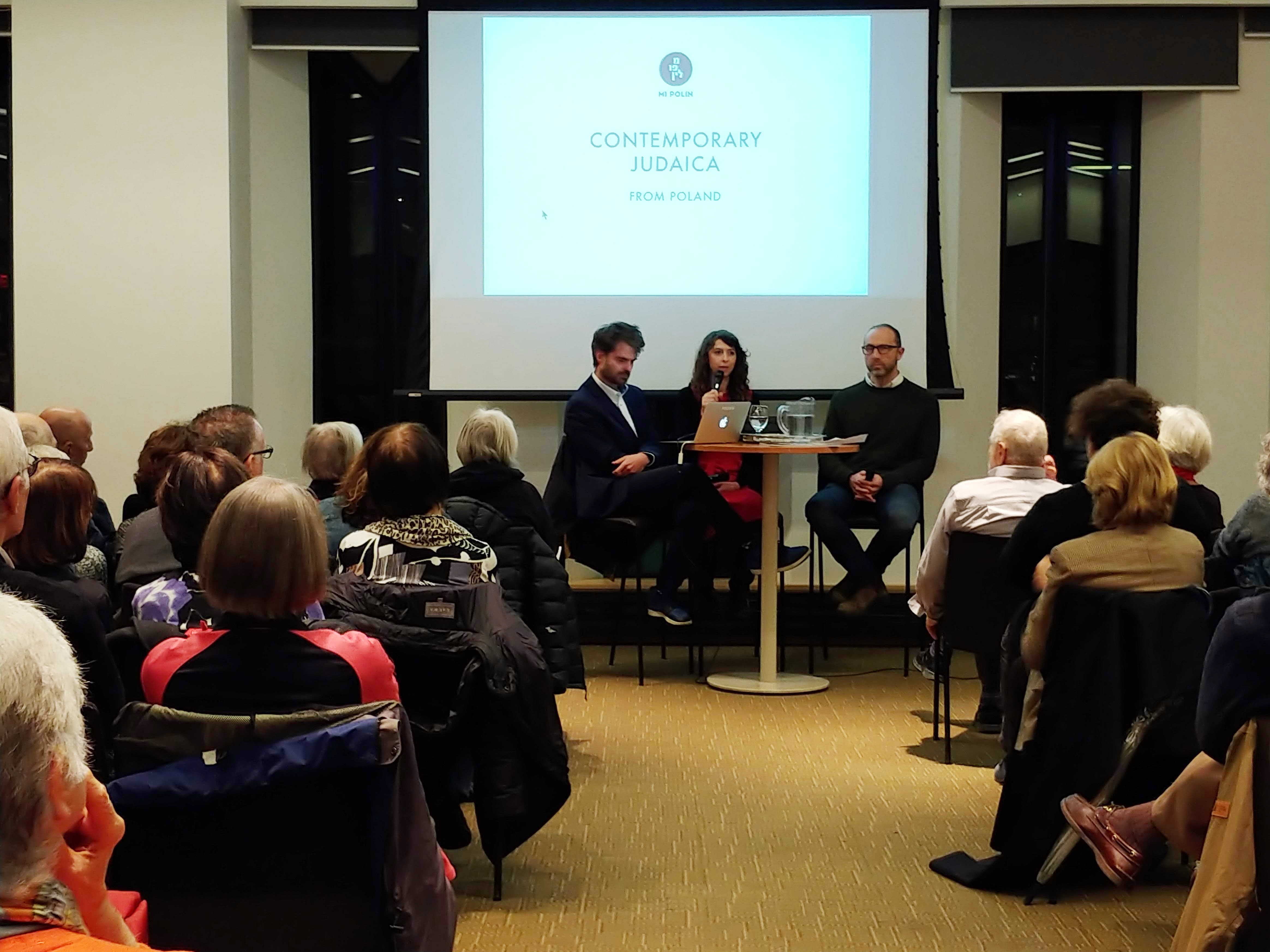
Wykład Mi Polin w Toronto Reference Library prowadzony przez kanadyjskiego pisarza David Bezmozgis

Mi Polin prowadzi warsztaty i wykłady poświęcone kulturze żydowskiej i żydowskiemu dziedzictwu zarówno w Polsce, jak i za granicą. Dużą popularnością cieszą się również tematyczne spacery śladami żydowskich mieszkańców Warszawy, podczas których pokazywane są zachowane dotychczas w warszawskich kamienicach ślady po mezuzach.

### Najważniejsze wykłady i warsztaty
- Edukacyjny Festiwal Mezuza, Warszawa 2019 r.
- cykl warsztatów i prezentacji podczas Holocaust Education Week w Toronto, 2019 r.
- wykład poświęcony mezuzie w National Musuem of American Jewish History w Filadelfii, 2018 r.
- wykład poświęcony mezuzie w Hadassah Women’s Zionist Organization of America w New City, 2018 r.
- udział w 38. Międzynarodowej Konferencji The International Association of Jewish Genealogical Societies w Warszawie, 2018 r.
- warsztaty purimowe w Muzeum Żydów Mazowieckich w Płocku, 2018 r.
- autorskie warsztaty i wykłady podczas Jewish Culture Festival w Krakowie, 2014 – 2017 r.

## Mi Polin na wystawach i w kolekcjach stałych
W 2017 roku zespół kuratorów Muzeum Żydowskiego w Nowym Jorku włączył mezuza Tangible mezuzah do kolekcji głównej. Dotyk mezuzy ma w judaizmie ważne znaczenie: stanowi przypomnienie o przykazaniach i symbolizuje bezpośredni, fizyczny z nimi kontakt. W tym projekcie dotyk nabiera dodatkowego znaczenia, bowiem projekt skierowany był do osób niewidomych: umożliwia nie tylko przypomnienie, ale i poznanie. Słowo Szaddaj, czyli jedno z imion Boga, zapisane jest hebrajskim alfabetem Braille’a. Tangible mezuzah to pierwszy polski powojenny obiekt włączony do kolekcji muzeum. Mezuza znajduje się również w kolekcji Państwowego Muzeum Etnograficznego w Warszawie.

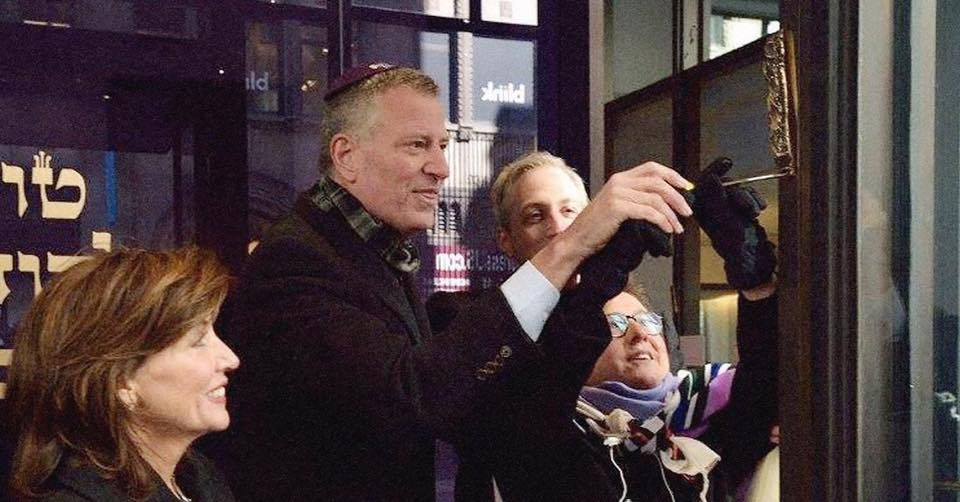
Burmistrz Nowego Jorku Bill De Blasio montuję mezuzę Mi Polin na drzwiach wejściowych do synagogi Congregation Beit Simhat Torah w Nowym Jorku, 2015 r.

Największą kolekcję mezuz z brązu posiada progresywna synagoga Congregation Beit Symchat Torach. W wiedeńskim Jewish Museum znajdują się obiekty z ceramiki. Twórczość Mi Polin trafiła na wystawy polskich i zagranicznych galerii.

### Lista najważniejszych wystaw
- „ON THE DOORPOSTS”. Miles Nadal JCC w Toronto, 2019 r.
- Site specific „Okno”. Fenster Gallery w Toronto, 2019 r.
- „Mezuza – Pamięć – Tożsamość”. Jewish Community Center w Warszawie, 2019 r.
- Galeria BWA Bielsko-Biała. Bielsko-Biała. Udział w wystanie „Korzenie”, poruszającej tematykę pochodzenia, tożsamości oraz identyfikacji osobistej.
- Muzeum Narodowe w Krakowie. Kraków. Udział w zbiorowej wystawie „Po drugiej stronie rzeczy. Polski dizajn po roku 1989”. Na wystawie zaprezentowano mezuzę z brązu wykonaną przez Mi Polin.
- Akademia Sztuk Pięknych w Warszawie. Warszawa. Podczas wystawy zbiorowej z okazji 40-lecia wydziału wzornictwa zaprezentowano TANGIBLE MEZUZAH wykonaną z kryształu. (2017)
- Żydowski Instytut Historyczny. Warszawa. Pierwsza wystawa projektu Mezuza z Tego Domu. (2016)
- Instalacja Tree of Lights light / Drzewo Świateł w Krakowie (we współpracy z Jewish Culture Festival i miastem Kraków) 2016
- Ambasada Polski w Stambule, wystawa odlewów mezuz. 2015
- PJCC Foster City 2014
- Osher Marin JCC w San Rafael. 2014

Mi Polin jest reprezentowane przez Muzeum Żydowskie w Nowym Jorku, United States Holocaust Memorial Museum w Waszyngtonie, National Musuem of American Jewish History w Filadelfii czy Museum of Tolerance w Los Angeles i inne.

## Kolekcja Mi Polin

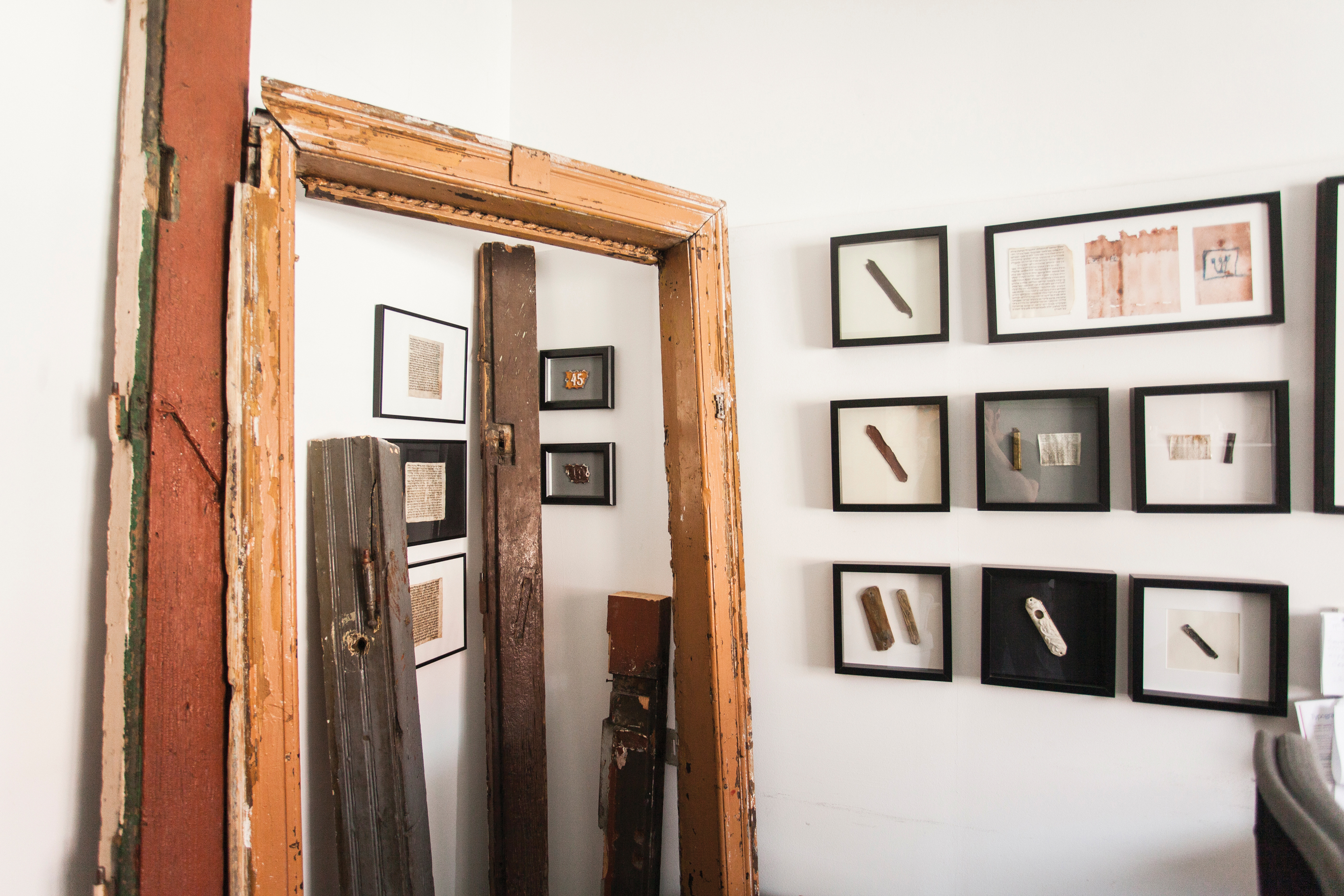
Kolekcja MI POLIN

Mi Polin od początku swojej działalności tworzy kolekcję przedwojennych zwojów z mezuz oraz futryn z zachowanymi śladami. Dotychczas udało się pozyskać i zabezpieczyć 7 zwojów po mezuzach, 4 oryginalne mezuzy oraz 7 framug ze śladami po mezuzach.

## Publikacje
Ślady po mezuzach, Helena Czernek, Aleksander Prugar, Iwona Przybyła, Agnieszka Milewska, Warszawa 2019. ISBN 978-83-956374-0-7

## Media o Mi Polin
W 2019 amerykański Foreign Policy w artykule Poland Is Becoming a Global Capital of Chutzpah wskazał Polskę jako kraj, w którym żydowska sztuka przeżywa światowy renesans, głównie ze względu na działalność Mi Polin.
W 2019 roku izraelski Haaretz określił mezuzy Mi Polin jako produkt, który powinien być w ofercie każdego muzeum związanego z Holocaustem.
Czwórka Polskie Radio: „Mezuzy MI POLIN wypełniają pustkę i tęsknotę Żydów o polskim pochodzeniu za dawnym krajem rodzinnym, domem rodziców czy dziadków”.
The Canadian Jewish Jews: „Gdy my, Żydzi o polskim pochodzeniu mówimy o Polsce jako cmentarzu to tracimy cząstkę własnej tożsamości. MI POLIN pomaga nam kształtować naszą współczesną tożsamość, głęboko zakorzenioną w polskości”.
Jewish Telegraphic Agency: „The connection my family now has with the past was so overwhelming that it made my wife cry. It will now be proudly displayed in our home and I will make sure every visitor knows the story. This bronze [mezuzah] will truly be eternal”.